# 豊田真穂
豊田 真穂（とよだ まほ、1975年 - ）は、日本の歴史学者。専門は連合国軍占領下の日本のジェンダー・社会政策。早稲田大学文学学術院教授。日本アメリカ学会清水博賞受賞。

## 人物・経歴
千葉県生まれ。1994年茨城県立竹園高等学校卒業。1998年津田塾大学学芸学部英文学科卒業、ド・フォード賞受賞、石坂泰三賞受賞。2004年日本学術振興会特別研究員。2006年東京大学大学院総合文化研究科地域文化研究専攻博士課程修了、博士（学術）、関西大学文学部専任講師。2007年日本アメリカ学会清水博賞受賞。2008年関西大学文学部准教授。2015年早稲田大学文学学術院教授。2021年ブリッジ・フォー・ピース理事。専門はアメリカ研究、ジェンダー史。

## 著作
- 『占領下の女性労働改革 : 保護と平等をめぐって』勁草書房 2007年